# ریورو، شیزوئوکا
ریورو، شیزوئوکا (به لاتین: Ryūyō) یک منطقهٔ مسکونی در ژاپن است که در ناحیه چوبو واقع شده‌است. ریورو ۱۹٬۷۵۶ نفر جمعیت دارد.